# Södermanlands runinskrifter 339
Södermanlands runinskrifter 339, med signum Sö 339, är en nu försvunnen vikingatida runsten som funnits i Turinge kyrka, Turinge socken och Nykvarns kommun. Stenen låg fram till omkring 1850 som tröskelsten i den västra kyrkdörren.

## Inskriften
Translitterering av runraden:
[kiula(i)... ... ... þinsa + at + sturbiurn + faþur sin]
Normalisering till runsvenska:
Kiula[kʀ] ... ... þennsa at Styrbiorn, faður sinn.
Översättning till nusvenska:
Kjulak ... denna [sten] efter Styrbjörn, sin fader.
På Island tillhör namnet Kjallakr en viss släkt, som härstammade från Kjallakr iarl á lamtalandi, och Jämtlands namnskick har anknytningar till Mellansverige.